# Dichaetomyia tricolorata
Dichaetomyia tricolorata este o specie de muște din genul Dichaetomyia, familia Muscidae, descrisă de Couri, Pont și Penny în anul 2006.
Este endemică în Madagascar. Conform Catalogue of Life specia Dichaetomyia tricolorata nu are subspecii cunoscute.